# Willer
Willer (en alsacià Willer, alemany Weiler) és un municipi francès, situat a la regió del Gran Est, al departament de l'Alt Rin. L'any 1999 tenia 303 habitants.

## Demografia
| 1962 | 1968 | 1975 | 1982 | 1990 | 1999 |
| ---- | ---- | ---- | ---- | ---- | ---- |
| 361  | 362  | 350  | 343  | 316  | 303  |

## Administració
| Període   | Identitat          | Partit |
| --------- | ------------------ | ------ |
| 2001-2006 | Gérard Stampfler   |        |
| 2006-     | Gilbert Schultheis |        |